# Plattsmouth Railroad Bridge
Der Name Plattsmouth Railroad Bridge bezeichnet seit 2013 zwei benachbarte eingleisige Eisenbahnbrücken über den Missouri zwischen Plattsmouth in Nebraska und dem Mills County in Iowa. Namensgeber der Brücken und der Stadt Plattsmouth ist die einige Kilometer nördlich gelegene Mündung des Platte in den Missouri. Die Brücken gehen auf eine der ersten Eisenbahnbrücken über den Fluss aus dem Jahre 1880 zurück, die von George S. Morison für die Chicago, Burlington and Quincy Railroad (CB&Q) errichtet wurde. Durch die rasante Entwicklung der Lokomotiven und Frachtmengen musste sie 1903 durch eine Brücke mit höherer Traglast ersetzt werden. Die CB&Q ging 1970 in der Burlington Northern Railroad auf, die wiederum 1995 zum heutigen Betreiber BNSF Railway fusionierte. Aufgrund des gestiegenen Verkehrsaufkommens auf der Hauptstrecke der BNSF zwischen Lincoln und Chicago errichtete die Eisenbahngesellschaft bis 2013 eine neue parallele Brücke, die über hundert Jahre alte Brücke wird aber weiterhin zum Rangieren von leeren Zügen genutzt.
In unmittelbarer Nachbarschaft befindet sich flussabwärts eine 1929 errichtete Straßenbrücke, die bis 2014 den U.S. Highway 34 führte und seit 1993 unter Denkmalschutz steht, sowie flussaufwärts die Plattsmouth Pipeline Bridge.

## Erste Brücke 1880

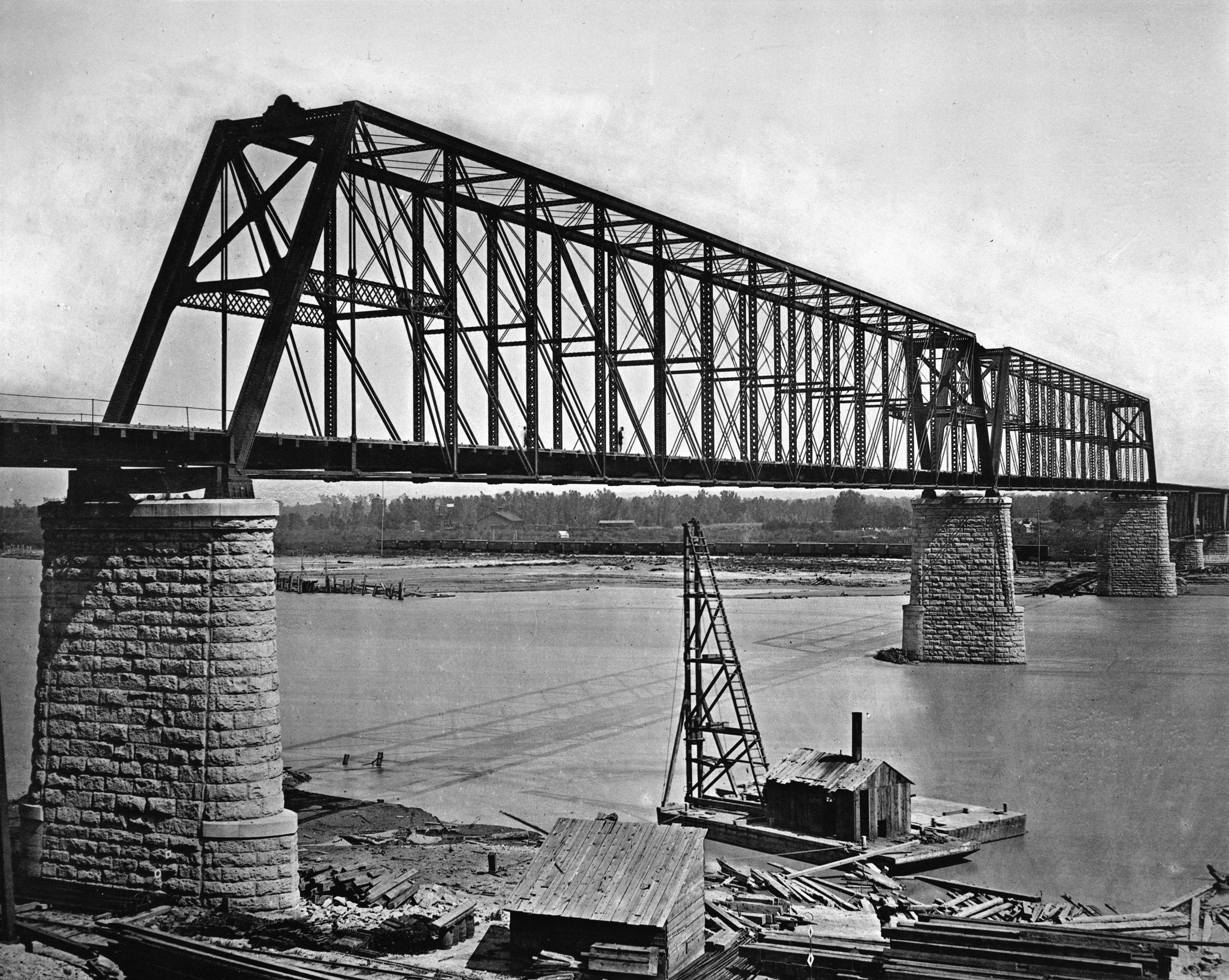
Die erste Eisenbahnbrücke in Plattsmouth über den Missouri, errichtet von George S. Morison 1880 für die CB&Q

Anfang 1879 engagierte Charles Elliott Perkins, Präsident der CB&Q, den jungen Bauingenieur George S. Morison für den Bau einer Eisenbahnbrücke in Plattsmouth. Es war erst Morisons zweite selbstkonstruierte Brücke und seine erste über den Missouri. Morison baute im Gegensatz zu allen vorhergehenden Brücken über den Fluss eine hohe Brücke ohne beweglichen Brückenteil und konnte Perkins von den Vorteilen überzeugen, da aufgrund der überwiegend hohen Uferböschung am Missouri diese kostengünstiger in der Errichtung und auch in der Unterhaltung günstiger als die üblichen Drehbrücken waren. Morison arbeitete hier erstmals mit dem Bauingenieur Charles Conrad Schneider als Assistenten zusammen, der ursprünglich aus dem thüringischen Apolda stammte, Morison noch bis 1883 bei weiteren Brücken assistierte und später unter anderem die Washington Bridge (1889) in New York entwarf. Für Morison war die Brücke der Beginn einer Karriere als einer der führenden Brückenbauingenieure seiner Zeit und er sollte später noch über zwanzig große Eisenbahnbrücken konstruieren, davon neun weitere über den Missouri und weitere fünf für Perkins und die CB&Q.
Hauptteil von Morisons Brücke waren über der Schifffahrtsrinne zwei parallelgurtige 123 Meter lange schmiedeeiserne Whipple-Fachwerkträger (engl. whipple truss, nach seinem Erfinder Squire Whipple, 1804–1888) mit untenliegendem Gleis, an die sich auf der Ostseite drei kleinere circa 60 Meter lange Fachwerkträger mit obenliegendem Gleis anschlossen, gefolgt von einer Trestle-Brücke als Zufahrt mit einer Gesamtlänge von knapp 440 Meter. Die Zufahrt auf der Westseite bestand aus einer kurzen Trestle-Brücke von 37 Meter Länge. Die Fachwerkträger wurden auf sechs gemauerten Steinpfeilern errichtet, wobei die Strompfeiler mittels Senkkästen bis zur Tiefe des Grundgesteins gebaut wurden. Die Bauarbeiten begannen am 17. August 1879 und am 30. August 1880 konnte der erste Zug die Brücke passieren.

## Zweite Brücke 1903

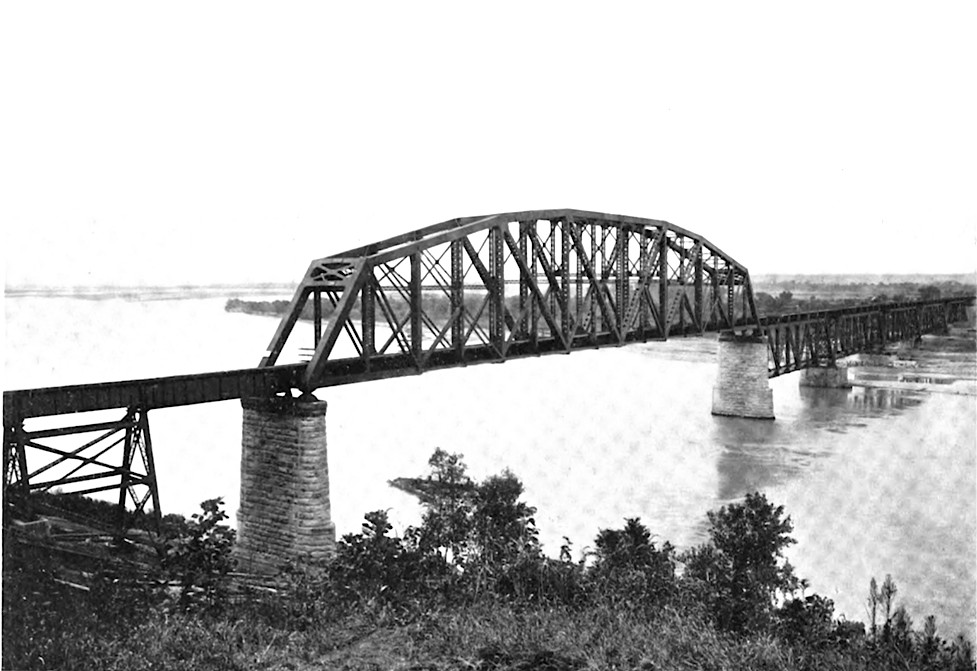
Die zweite Eisenbahnbrücke 1908

Der Halbparabelträger der Eisenbahnbrücke 1995, dahinter die Plattsmouth Bridge (Straßenbrücke von 1929)

Morisons Brücke war für eine Traglast von zwei 75 Tonnen Lokomotiven ausgelegt, was sich nach der Jahrhundertwende durch die rasante Entwicklung der Lokomotiven und Frachtmengen als unzureichend erwies und die CB&Q zu einem Neubau veranlasste. Nach den Plänen von Edward J. Blake wurde 1903 die alte Brücke durch eine neue mit einer Traglast von circa zwei 150 Tonnen Triebfahrzeugen ersetzt. Dazu wurde nur der erste lange Fachwerkträger auf der Ostseite durch einen ebenso langen Träger aus Stahl ausgetauscht, in der von der Pennsylvania Railroad entwickelten Bauweise mit gebogenem Obergurt (Pennsylvania truss). Der zweite 123-Meter-Whipple-Fachwerkträger wurde gleich den kürzeren Trägern mit obenliegendem Gleis durch stärkere 60 Meter lange parallelgurtige Pratt-Fachwerkträger (engl. pratt truss, nach seinen Erfindern Caleb und Thomas Willis Pratt, 1812–1875) aus Stahl ersetzt, wozu ein zusätzlicher Brückenpfeiler im Fluss errichtet werden musste. Die Arbeiten wurden von der CB&Q ausgeführt, mit gefertigten Stahlkomponenten von der American Bridge Company.

## Dritte Brücke 2013

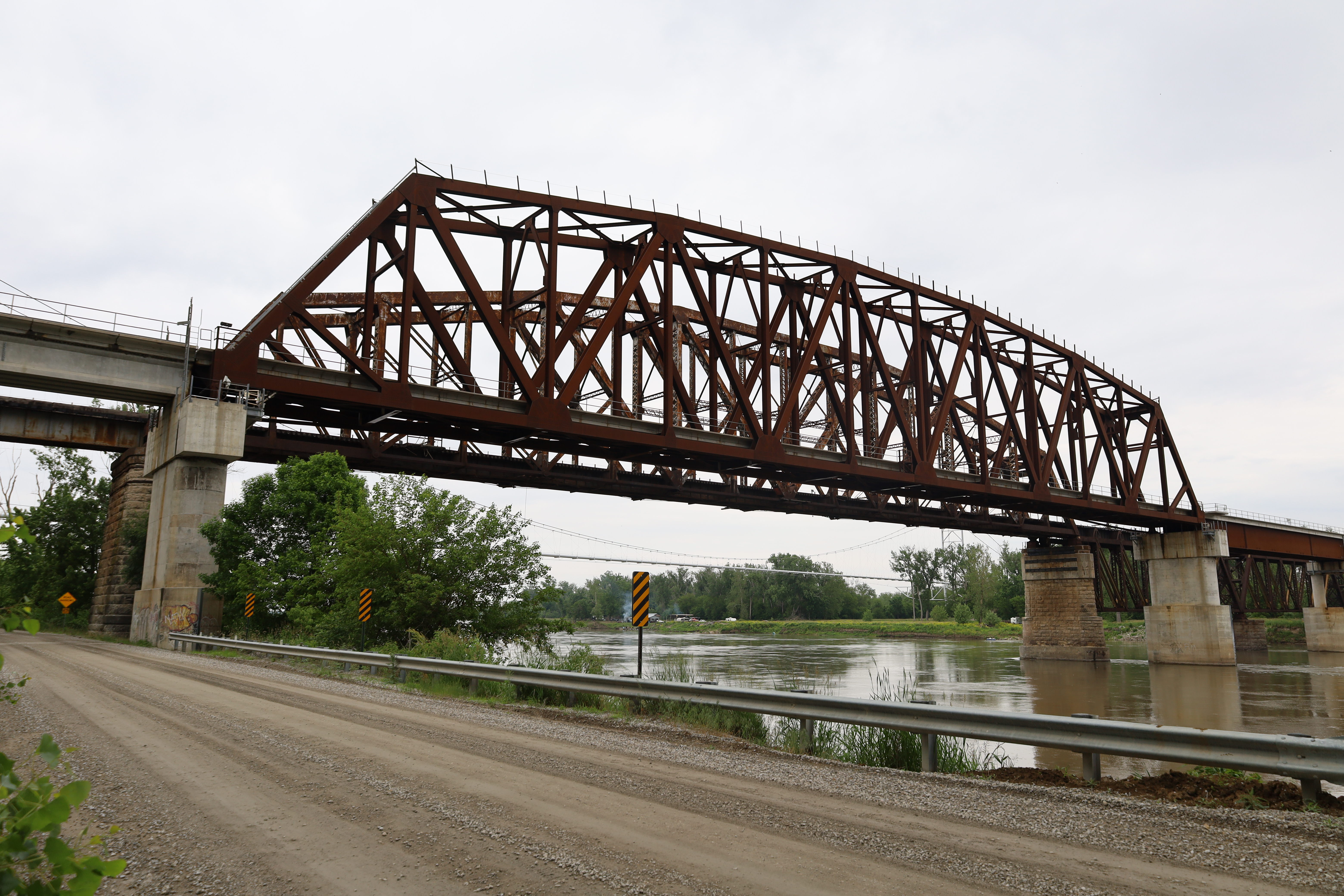
Der dritte Eisenbahnbrücke von 2013 vor der zweiten Brücke von 1903, im Hintergrund die Plattsmouth Pipeline Bridge (2015)

Die Chicago, Burlington and Quincy Railroad ging 1970 in der Burlington Northern Railroad auf, die 1995 zur BNSF Railway fusionierte. Die Verbindung über die Brücke ist Bestandteil der Hauptstrecke der BNSF zwischen Lincoln in Nebraska und Chicago in Illinois. Das Verkehrsaufkommen verdreifachte sich seit den 1980er Jahren auf fast 50 Züge täglich Anfang der 2010er Jahre, wobei neben Güterzügen der BNSF auch Amtrak-Personenzüge über die Verbindung verkehren. Der Wartungsaufwand für die fast hundertjährige Brücke nahm über die Jahre stetig zu und die BNSF analysierte mehrere Optionen zur zukünftigen Aufrechterhaltung der Missouriquerung. Man entschied sich für einen kostengünstigeren Neubau circa 18 Meter flussabwärts neben der alten Brücke, die vorerst erhalten bleiben sollte. Zwischen 2012 und 2013 errichtete die BNSF die neue eingleisige Brücke mit einer Gesamtlänge von 907 Metern, die gleich ihrer Nachbarbrücke einen 123 Meter langen Fachwerkträger über den Fluss besitzt, der jedoch in Warren-Bauweise (engl. warren truss, nach seinem Erfinder James Warren, 1806–1908) mit gebogenem Obergurt ausgeführt ist und ergänzt wird von einer Vielzahl von Balkenbrücken. Am 4. Dezember 2013 konnte die neue Brücke eingeweiht werden. Die alte Brücke wird vorerst von der BNSF weiterhin zum Rangieren von leeren Zügen genutzt, über die zukünftige Verwendung, Überholung oder deren Rückbau soll je nach Entwicklung des Verkehrsaufkommen entschieden werden.